# 涂夢桂
涂夢桂（1532年—？），字時芳，號南麓，江西南昌府豐城縣人，民籍，明朝政治人物。

## 生平
江西鄉試第七十七名舉人。嘉靖四十四年（1565年）中式乙丑科三甲第四名進士。吏部观政，本年六月授太常寺博士，丁忧。隆慶五年（1571年）五月復除原职，八月考选吏科给事中，六年五月升户科右，七月降濬县县丞，万历元年（1573年）正月升江都知县，三年二月京考致仕。

## 家族
曾祖涂曰達；祖父涂慶之；父涂浹，封太常博士；母胡氏，封孺人。兄梦颍（庠生）、梦阳。